# Закордонні візити Президента України Петра Порошенка
Список закордонних візитів Петра Порошенка, 5-го Президента України. Станом на січень 2017 року, з початку свого президентства Петро Порошенко відвідав 33 країни світу. Крім цього, він здійснив дві подорожі як лідер президентських перегонів, до своєї офіційної інавгурації на посаду Президента України. Зокрема, Петро Порошенко подорожував до Варшави 4 червня 2014 року на заходи з нагоди 25-річчя початку демократичних перетворень у Польщі. 6 червня 2014 року Петро Порошенко здійснив подорож до Бенувіля (Франція) як персональний гість Президента Франції Франсуа Олланда на заходах, присвячених 70-й річниці висадки союзницьких військ у Нормандії.

## Відвідані країни
| Кількість візитів | Країна | \| \| |
| ----------------- | --- | ----- |
| 1 візит           | Австралія, Азербайджан, Болгарія, Ватикан, Велика Британія, Індонезія, Казахстан, Канада, Латвія, Литва, Малайзія, Молдова, Норвегія, Об'єднані Арабські Емірати, Румунія, Саудівська Аравія, Сінгапур, Словаччина, Словенія, Туркменістан, Швеція, Японія | \| \| |
| 2 візити          | Білорусь, Ізраїль, Італія, Нідерланди, Туреччина | \| \| |
| 3 візити          | Швейцарія | \| \| |
| 4 візити          | США | \| \| |
| 5 візитів         | Польща | \| \| |
| 6 візитів         | Франція | \| \| |
| 7 візитів         | Німеччина | \| \| |
| 9 візитів         | Бельгія | \| \| |
|                   | | \| \| |

## 2014 рік
Детальніші відомості з цієї теми ви можете знайти в статті Офіційні візити Президента Петра Порошенка 2014.

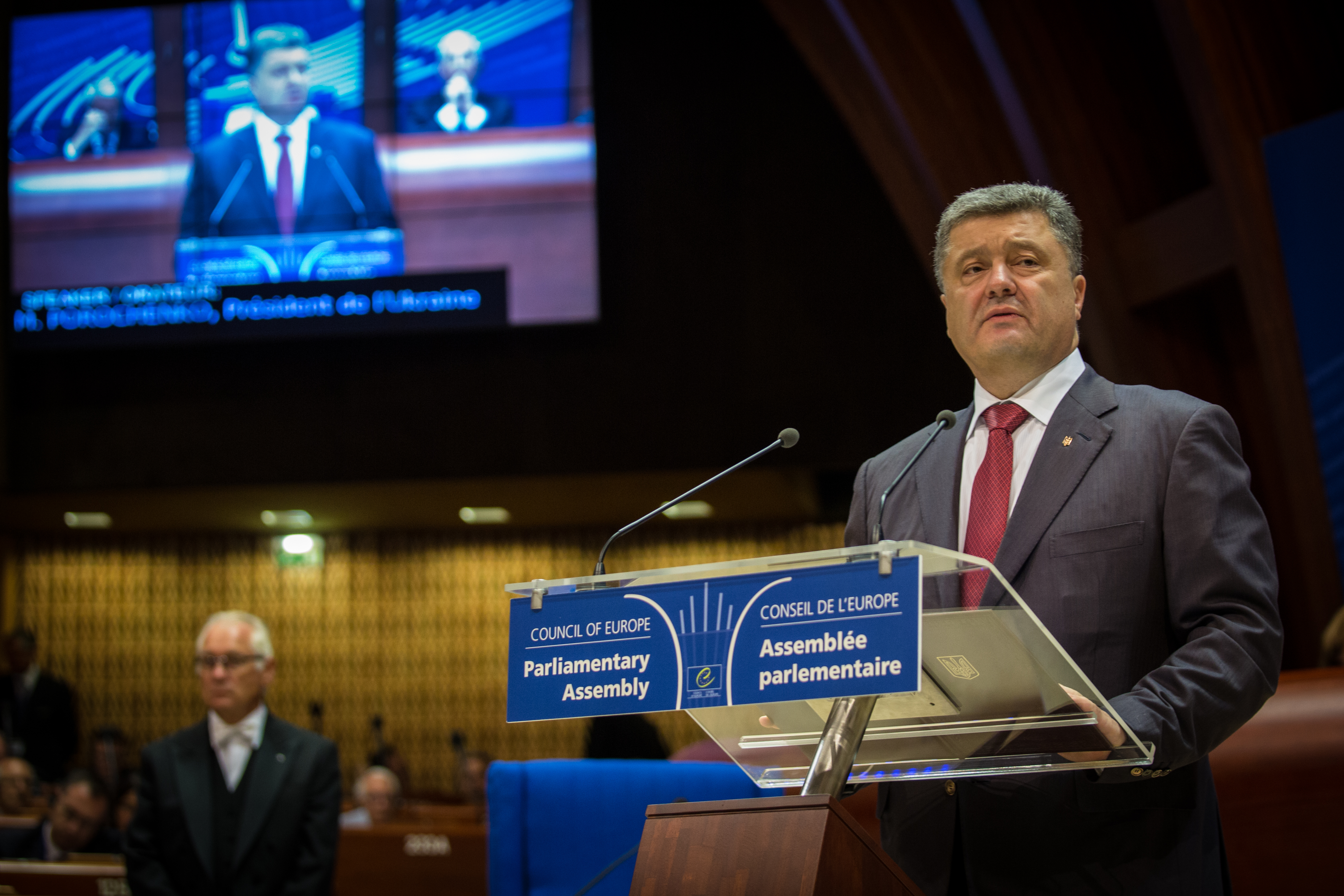
Виступ Президента Петра Порошенка під час засідання Парламентської асамблеї Ради Європи у Стразбурзі 26 червня 2014 року.
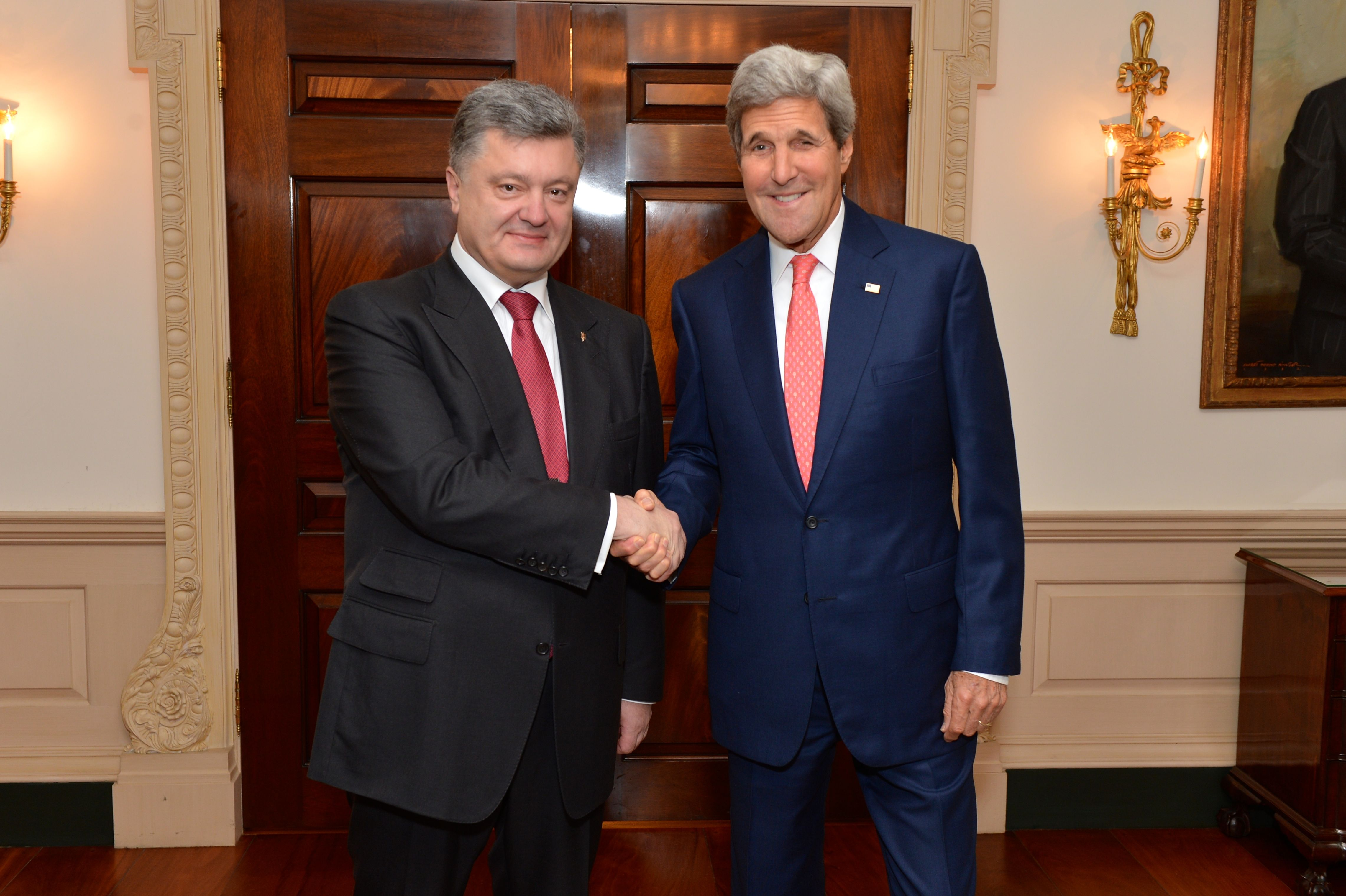
Зустріч Президента Петра Порошенка з Державним секретарем США Джоном Керрі у Вашингтоні 18 вересня 2014 року.
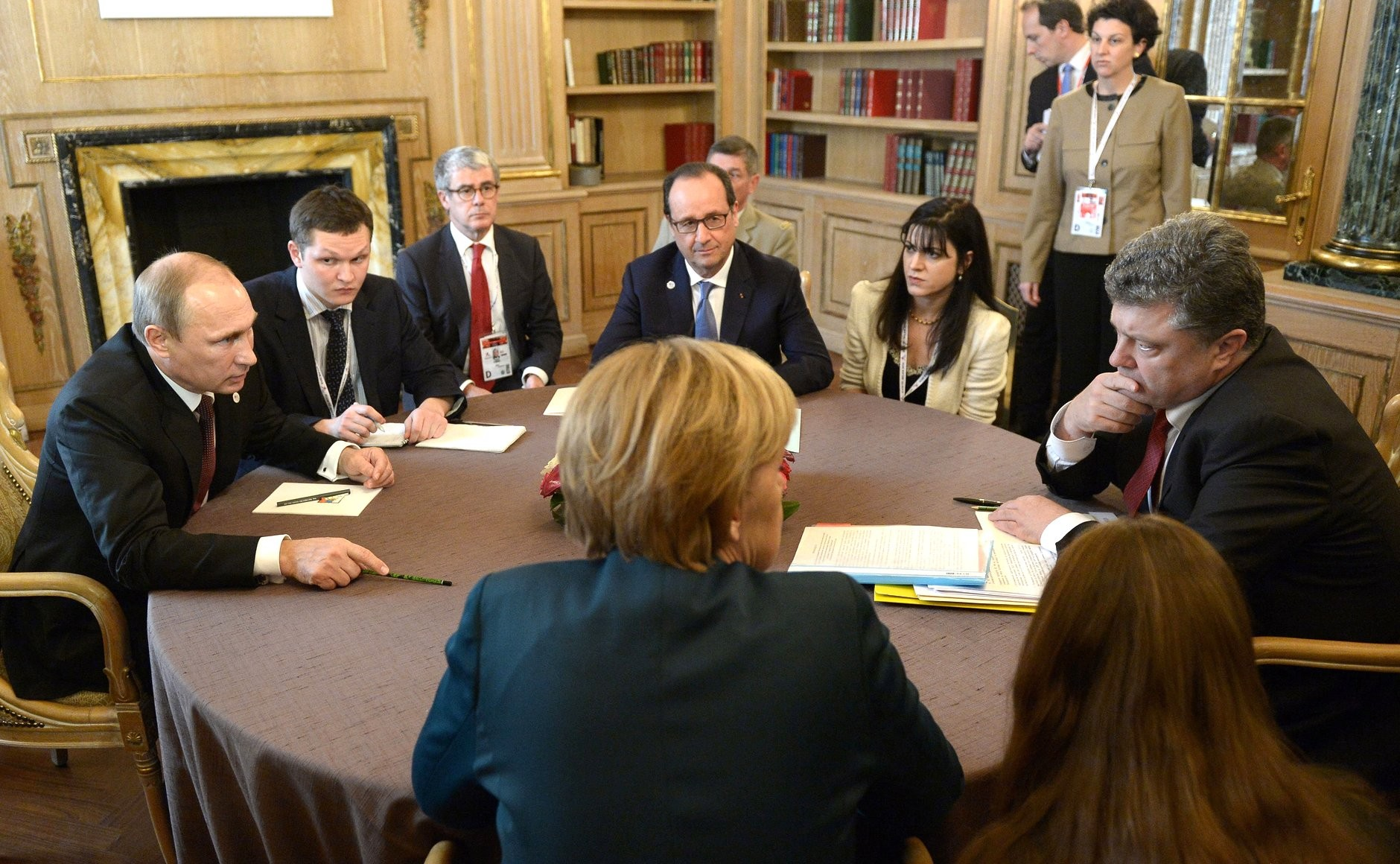
Під час багатосторонньої зустрічі на вищому рівні на Саміті ASEM у Мілані 17 жовтня 2014 року.
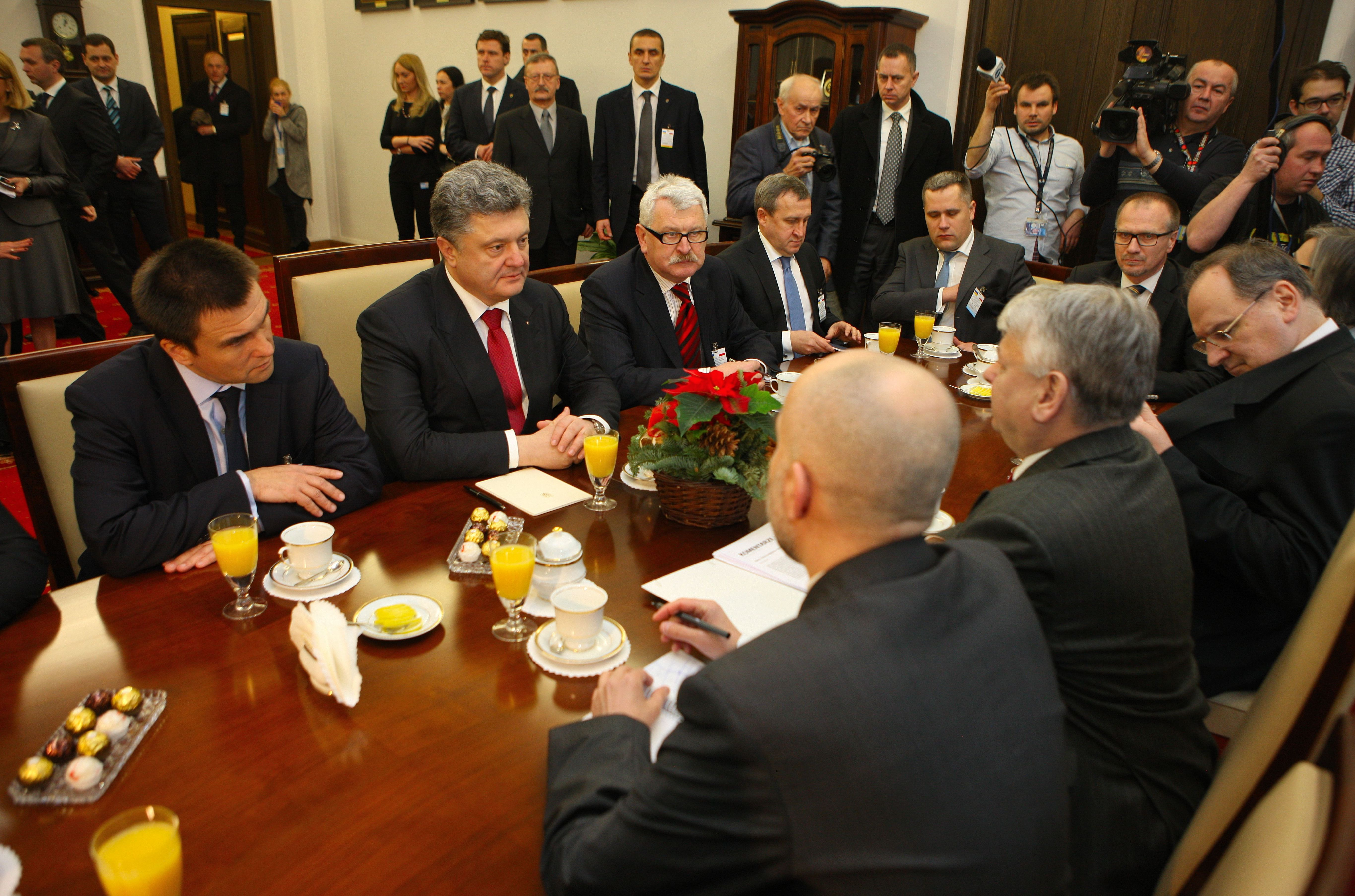
Президент Петро Порошенко під час зустрічі у Сенаті Польщі, Варшава, 17 грудня 2014 року.

Президент Петро Порошенко зробив такі подорожі у 2014 році:
| Країна                  | Місце                      | Дата          | Інформація |
| ----------------------- | -------------------------- | ------------- | --- |
| Франція                 | Страсбург                  | 26 червня     | Президент Порошенко виступив перед Парламентською Асамблеєю Ради Європи. |
| Бельгія                 | Брюссель                   | 27 червня     | Урочисте підписання економічної частини Угоди про асоціацію між Україною та ЄС. |
| Білорусь                | Мінськ                     | 26 серпня     | Консультації на вищому рівні у тристоронньому форматі ЄС — Україна — «Євразійська трійка». |
| Бельгія                 | Брюссель                   | 30 серпня     | Президент Петро Порошенко провів зустріч з президентом Європейської Комісії Жозе Мануелем Баррозу, Президентом Європейської Ради Германом Ван Ромпеєм, взяв участь у Саміті Європейської Народної Партії та виступів на надзвичайному засіданні Європейської Ради. |
| Велика Британія         | Ньюпорт, Кардіфф           | 4—5 вересня   | Участь у Уельському саміті НАТО. Президент Порошенко узяв участь в засіданні Комісії Україна-НАТО, провів спільну прес-конференцію з Генеральним секретарем НАТО Андерсом Фог Расмуссеном. |
| Канада                  | Оттава                     | 16—17 вересня | Президент Петро Порошенко взяв участь у спільному засіданні Сенату та Палати громад Парламенту Канади, провів зустрічі з Прем'єр-міністром Канади Стівеном Гарпером і Генерал-губернатором Канади Девідом Джонстоном. |
| Сполучені Штати Америки | Вашингтон                  | 17—18 вересня | Президент Петро Порошенко провів двосторонні зустрічі з Президентом Сполучених Штатів Америки Бараком Обамою, Віце-президентом США Джозефом Байденом, Спікером Палати Представників Джоном Бейнером, Державним секретарем США Джоном Керрі, виступив з промовою під час спільного засідання обох палат Конгресу США, отримав нагороду Global Citizen Award неурядової організації Атлантична рада США. |
| Італія                  | Мілан                      | 16—17 жовтня  | Саміт Азія-Європа (АСЕМ). Відбулася зустріч Президента Петра Порошенка у багатосторонньому форматі з Головою Ради Міністрів Італії Маттео Ренці, Міністром закордонних справ Італії Федерікою Могеріні, Федеральним канцлером Німеччини Ангелою Меркель, Президентом Франції Франсуа Олландом, Прем'єр-міністром Великої Британії Девідом Кемероном, Президентом Російської Федерації Володимиром Путіним, Президентом Європейської Ради Германом Ван Ромпеєм та Президентом Європейської Комісії Жозе Мануелем Баррозу. |
| Словаччина              | Братислава                 | 16 листопада  | Участь у засіданні «Вишеградської четвірки», вшанування 25-ї річниці Оксамитової революції. Президент Петро Порошенко взяв участь у багатосторонній зустрічі з Президентом Словаччини Андреєм Кіской, Президентом Угорщини Яношом Адером, Президентом Польщі Броніславом Коморовським та Президентом Чехії Мілошем Земаном. |
| Молдова                 | Кишинів, Бєльці            | 20 листопада  | Спільний візит з Президентом Польщі Броніславом Коморовським. Президент Петро Порошенко провів зустрічі з Президентом Молдови Ніколае Тімофті, Прем'єр-міністром Молдови Юріє Лянке, Головою Парламенту Молдови Ігорем Корманом, був нагороджений Орденом Республіки Молдова. Також Президент Порошенко відвідав місто Бєльці, де поспілкувався з українською громадою. |
| Сінгапур                | Сінгапур                   | 9 грудня      | Президент Петро Порошенко провів зустрічі з Президентом Сінгапуру Тоні Таном Кенг Йамом, Прем'єр-міністром Сінгапуру Лі Сієн Луном, виступив в рамках програми Fullerton lectures, організованої Міжнародним Інститутом стратегічних досліджень. |
| Австралія               | Сідней, Мельбурн, Канберра | 10—12 грудня  | Президент Петро Порошенко провів зустрічі з Прем'єр-міністром Австралії Тоні Ебботтом та Генерал-губернатором Австралії Пітером Косгроувом, виступив з лекцією в Інституті міжнародної політики Lowy, відвідав Австралійський військовий меморіал та Пам'ятник жертвам Голодомору в Канберрі. |
| Польща                  | Варшава, Люблін            | 17—18 грудня  | Президент Петро Порошенко провів зустрічі з Президентом Польщі Броніславом Коморовським, Маршалком Сенату Польщі Богданом Борусевичем, Маршалком Сейму Польщі Радославом Сікорським, Головою Ради Міністрів Польщі Евою Копач, виступ на спільному засіданні Сейму та Сенату Республіки Польща. |

### Скасовані візити у 2014 році
| Країна    | Місце          | Дата      | Подія                                                    | Підстава для скасування                         |
| --------- | -------------- | --------- | -------------------------------------------------------- | ----------------------------------------------- |
| Бразилія  | Ріо-де-Жанейро | 13 липня  | Фінал та церемонія закриття Чемпіонату світу з футболу.  | Складна ситуація в Україні.                     |
| Туреччина | Анкара         | 28 серпня | Інавгурація 12-го Президента Туреччини Реджепа Ердогана. | Різке загострення ситуації в Донецькій області. |

## 2015 рік
Детальніші відомості з цієї теми ви можете знайти в статті Офіційні візити Президента Петра Порошенка 2015.

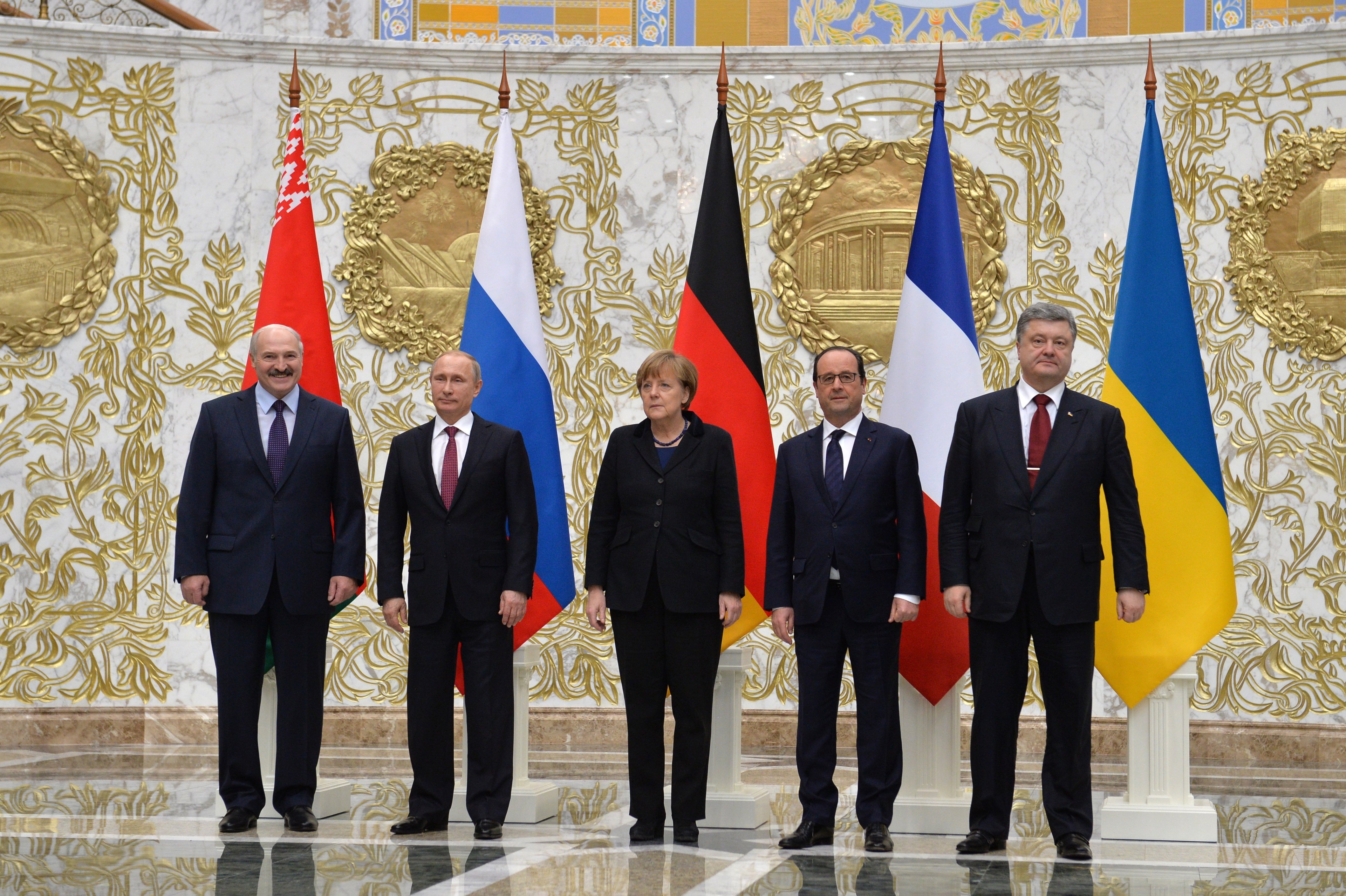
Лідери країн «нормандської четвірки» напередодні перемовин в Мінську 11 лютого 2015 року.
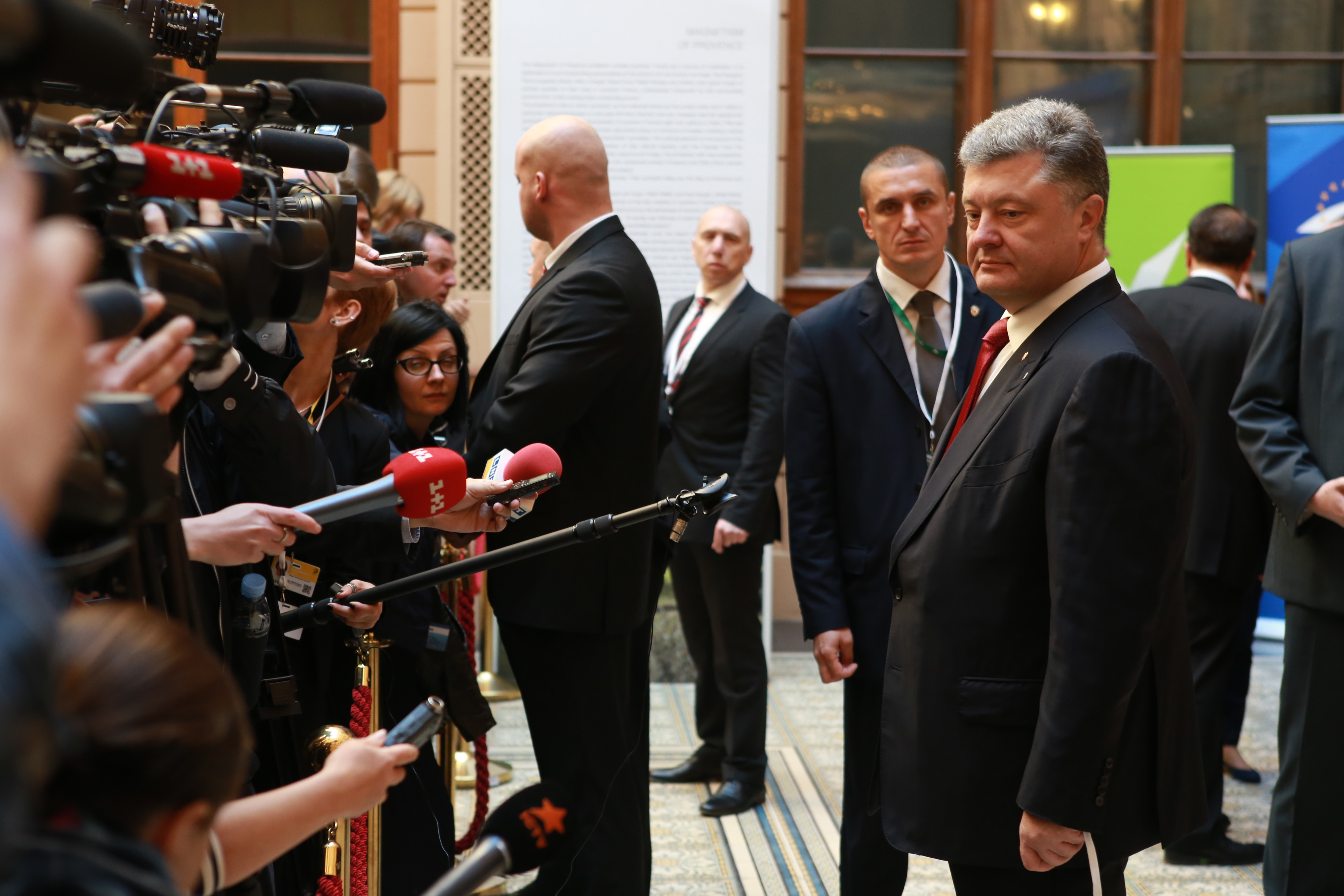
Президент Петро Порошенко на саміті Східного партнерства у Ризі 21 травня 2015 року.
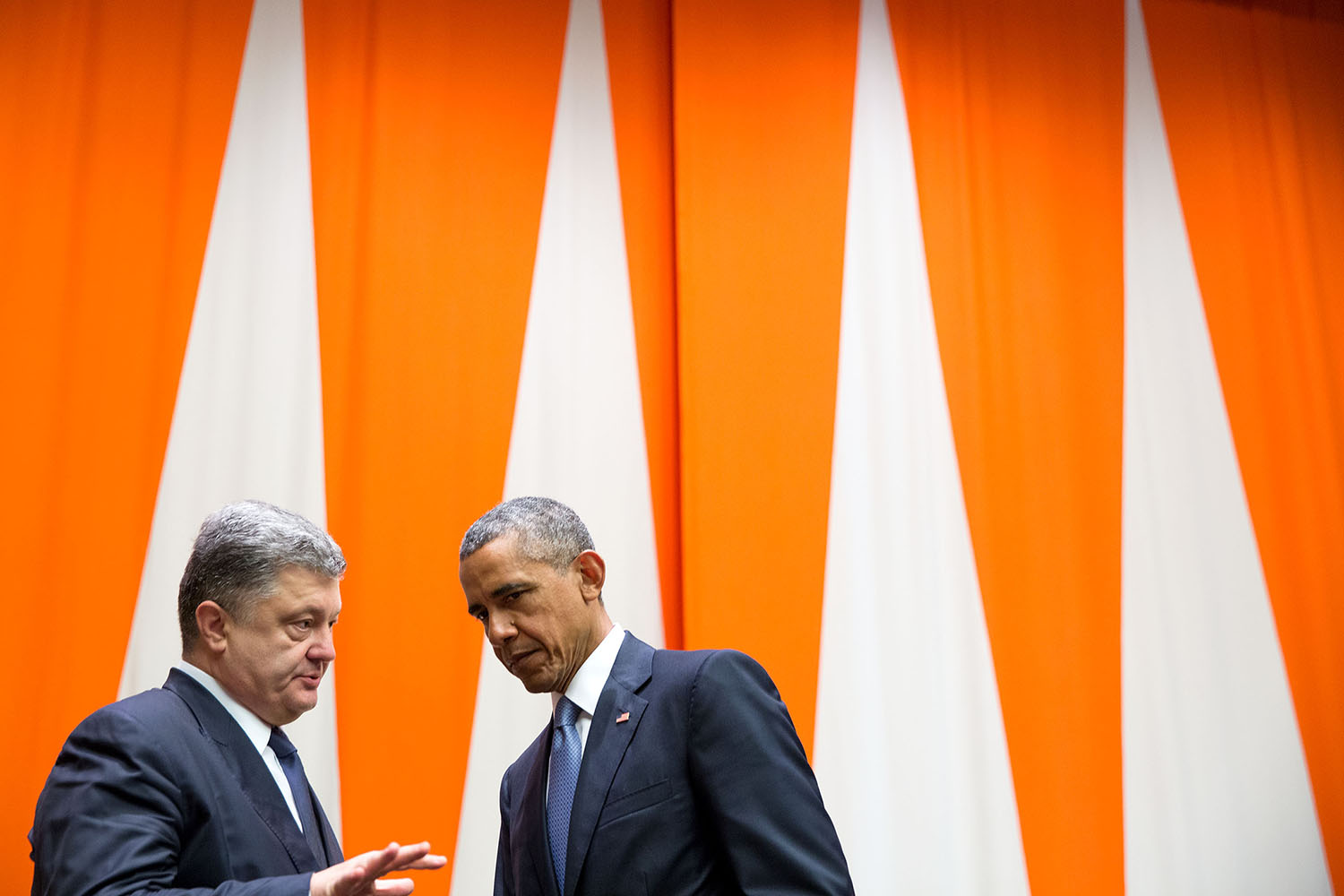
Президенти України та США розмовляють перед початком саміту ООН з питані миротворчості у Нью-Йорку 28 вересня 2015 року.

Президент Петро Порошенко зробив такі подорожі у 2015 році:
| Країна            | Місце               | Дата            | Інформація |
| ----------------- | ------------------- | --------------- | --- |
| Франція           | Париж               | 11—12 січня     | Участь у Марші Республіки. |
| Швейцарія         | Цюрих, Давос        | 19—21 січня     | Щорічне засідання Всесвітнього економічного форуму. Президент Петро Порошенко виступив з лекцією в рамках Special Churchill Lecture 2015 в Інституті Європи при Цюрихському Університеті та зробив промову в рамках спеціальної дискусії «Майбутнє України» у Давосі. Через загострення ситуації на Донбасі Президент Порошенко достроково завершив подорож. |
| Саудівська Аравія | Ер-Ріяд             | 24 січня        | Президент Петро Порошенко взяв участь в Церемонії прощання з покійним Королем Саудівської Аравії Абдаллою бен Абдель Азіз Аль Саудом. |
| Польща            | Освенцим, Краків    | 27 січня        | Президент Петро Порошенко взяв участь у заходах з нагоди вшанування 70-ї річниці звільнення концтабору Аушвіц-Біркенау. |
| Німеччина         | Мюнхен              | 7 лютого        | Президент Петро Порошенко взяв участь у роботі Мюнхенської конференції з безпеки. |
| Білорусь          | Мінськ              | 11—12 лютого    | Президент Петро Порошенко взяв участь у переговорах у нормандському форматі щодо врегулювання збройного конфлікту на сході України. |
| Бельгія           | Брюссель            | 12 лютого       | Президент Петро Порошенко взяв участь у засіданні Європейської Ради за запрошенням її Президента Дональда Туска, провів зустрічі з Президентом Єврокомісії Жаном-Клодом Юнкером, Прем'єр-міністром Великої Британії Девідом Камероном. |
| ОАЕ               | Абу-Дабі            | 23—24 лютого    | Президент Петро Порошенко відвідав виставку IDEX-2015 та зустрівся з Прем'єр-міністром ОАЕ Мохаммедом бін Рашид аль-Мактумом. |
| Німеччина         | Берлін, Дрезден     | 15—16 березня   | Президент Петро Порошенко провів зустрічі з Президентом Німеччини Йоахімом Гауком, Федеральним канцлером Ангелою Меркель, Головою Бундестагу Норбертом Ламмертом та зустрівся з українською громадою в Дрездені. |
| Швейцарія         | Женева, Лозанна     | 21 квітня       | Президент Петро Порошенко провів зустрічі з Президентом Міжнародного комітету Червоного Хреста Петером Маурером, Президентом Міжнародного олімпійського комітету Томасом Бахом. |
| Франція           | Париж               | 22 квітня       | Президент Петро Порошенко провів зустрічі з Президентом Франсуа Олландом, Головою Сенату Жераром Ларше, Головою Національної асамблеї Клодом Бартолоном і представниками української діаспори. |
| Польща            | Ґданськ             | 7 травня        | Президент Петро Порошенко взяв участь у заходах зі святкування річниці закінчення Другої світової війни. |
| Німеччина         | Аахен, Берлін       | 13—14 травня    | Президент Петро Порошенко провів зустріч з Федеральним канцлером Ангелою Меркель, відвідав церемонію вручення Міжнародної премії імені Карла Великого, де зустрівся з низкою європейських лідерів. |
| Латвія            | Рига                | 21—22 травня    | Президент Петро Порошенко взяв участь у саміті «Східного партнерства». |
| Німеччина         | Берлін              | 24 серпня       | Президент Петро Порошенко провів зустріч з Федеральним канцлером Німеччини Анґелою Меркель та Президентом Франції Франсуа Олландом для обговорення виконання Мінських домовленостей. |
| Бельгія           | Брюсель             | 27 серпня       | Президент Петро Порошенко зустрівся з Президентом Європейської комісії Жаном-Клодом Юнкером, Головою Європейської ради Дональдом Туском та іншими європейськими лідерами. |
| США               | Нью-Йорк            | 27—29 вересня   | Президент Петро Порошенко виступив з промовою на загальних дебатах Генеральної асамблеї ООН, на саміті з питань сталого розвитку та на саміті з питань миротворчості, взяв участь в інших офіційних заходах ООН, зустрівся з низкою світових лідерів. |
| Франція           | Париж               | 2 жовтня        | Зустріч на вищому рівні в нормандському форматі. |
| Казахстан         | Астана              | 8—9 жовтня      | Президент Петро Порошенко зустрівся з Президентом Нурсултаном Назарбаєвим та Прем'єр-міністром Карімом Масімовим, взяв участь у роботі бізнес форуму «Казахстан — Україна». |
| Туркменістан      | Ашгабат             | 28—29 жовтня    | Президент Петро Порошенко зустрівся з Президентом Туркменістану Гурбангули Бердимухамедовим. |
| Італія            | Рим                 | 18—20 листопада | Президент Петро Порошенко зустрівся з Президентом Італії Серджіо Маттареллою, Головою Ради Міністрів Маттео Ренці, з представниками української діаспори. |
| Ватикан           | Ватикан             | 20 листопада    | Аудієнція з Папою Римським Франциском. |
| Нідерланди        | Гаага, Лейден       | 26—27 листопада | Президент Петро Порошенко зустрівся з Королем Нідерландів Віллемом-Олександром, Прем'єр-міністром Марком Рютте, виступив у Лейденському університеті. |
| Франція           | Ле-Бурже, Париж     | 29—30 листопада | Президент Петро Порошенко відвідав Конференцію ООН з питань зміни клімату, де виступив з промовою та зустрівся з низкою світових лідерів. |
| Литва             | Вільнюс             | 2 грудня        | Президент Петро Поршенко зустрівся з Президентом Литви Далею Грибаускайте, взяв участь у 8-му засіданні Ради Президентів Литви і України та в українсько-литовському економічному форумі. |
| Бельгія           | Брюссель            | 16—17 грудня    | Президент Петро Порошенко зустрівся з Генеральним секретарем НАТО Єнсом Столтенбергом, Головою Європейської ради Дональдом Туском, Президентом Європейської комісії Жаном-Клодом Юнкером. |
| Ізраїль           | Єрусалим, Рамат-Ган | 22—23 грудня    | Президент Петро Порошенко зустрівся з Президентом Ізраїлю Реувеном Рівліном, Прем'єр-міністром Біньяміном Нетаньягу, виступив з промовою у Кнесеті. |

### Скасований візит у 2015 році
| Країна | Місце   | Дата      | Подія                                                                                   | Підстава для скасування              |
| ------ | ------- | --------- | --------------------------------------------------------------------------------------- | ------------------------------------ |
| Польща | Варшава | 27 травня | Фінальний матч Європейської Ліги УЄФА, зустріч з новообраним Президентом Анджеєм Дудою. | Візит перенесено на пізніший термін. |

## 2016 рік
Детальніші відомості з цієї теми ви можете знайти в статті Офіційні візити Президента Петра Порошенка 2016.

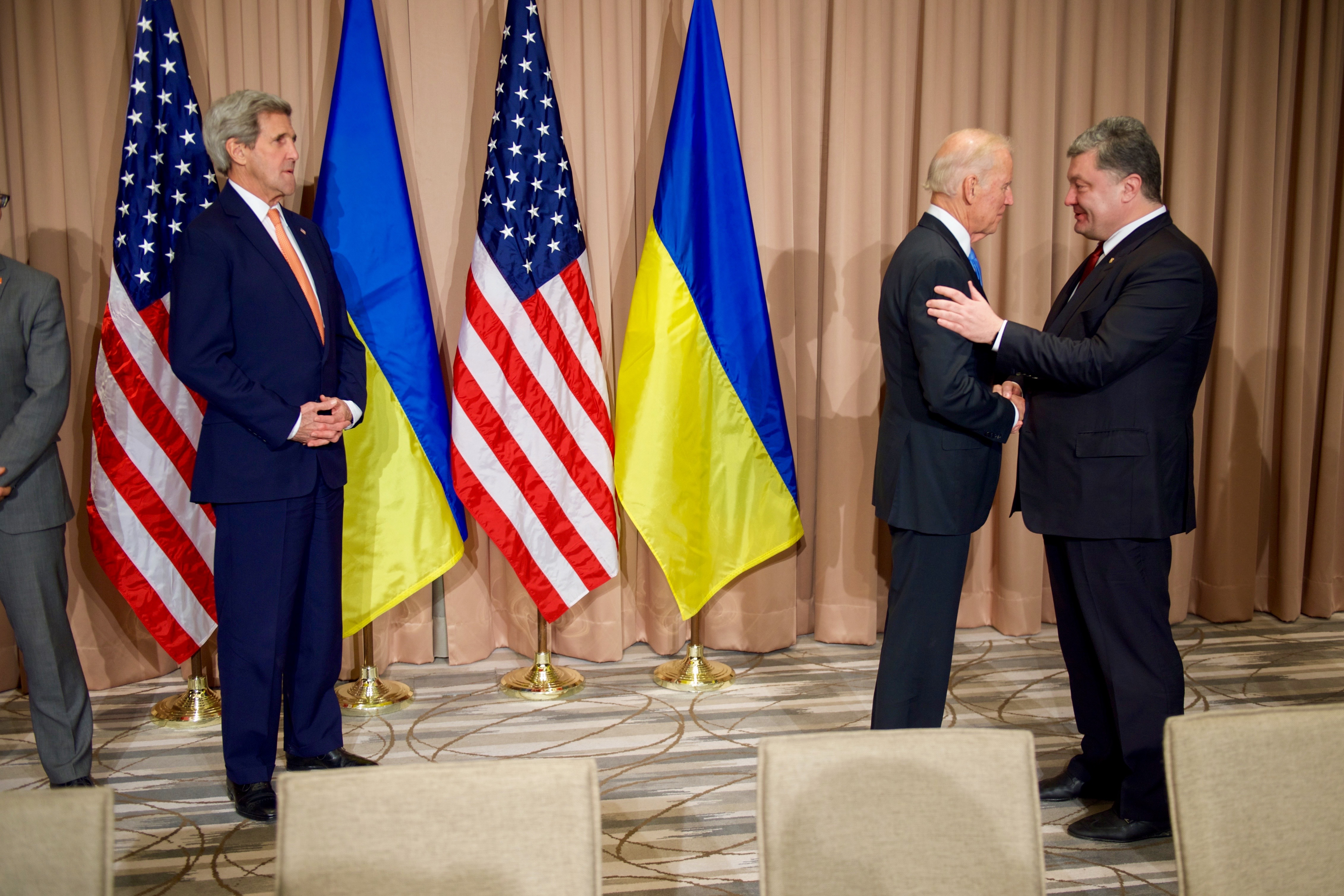
Президент Петро Порошенко з Віце-президентом США Джо Байденом та Державним секретарем США Джоном Керрі під час Всесвітнього економічного форуму у Давосі, 20 січня 2016 року.
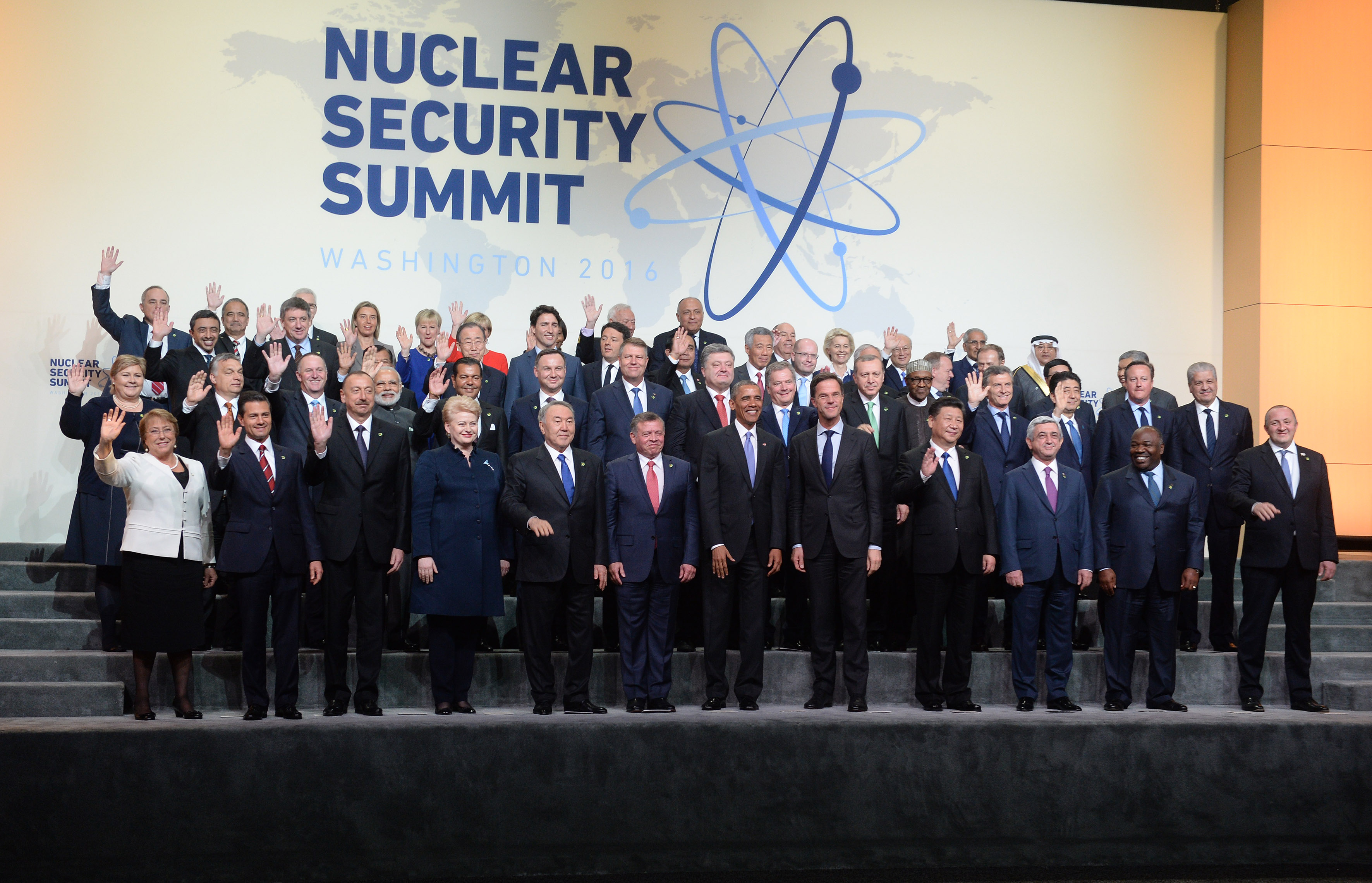
Офіційна фотографія лідерів країн-учасниць Саміту з ядерної безпеки у Вашингтоні 1 квітня 2016 року.
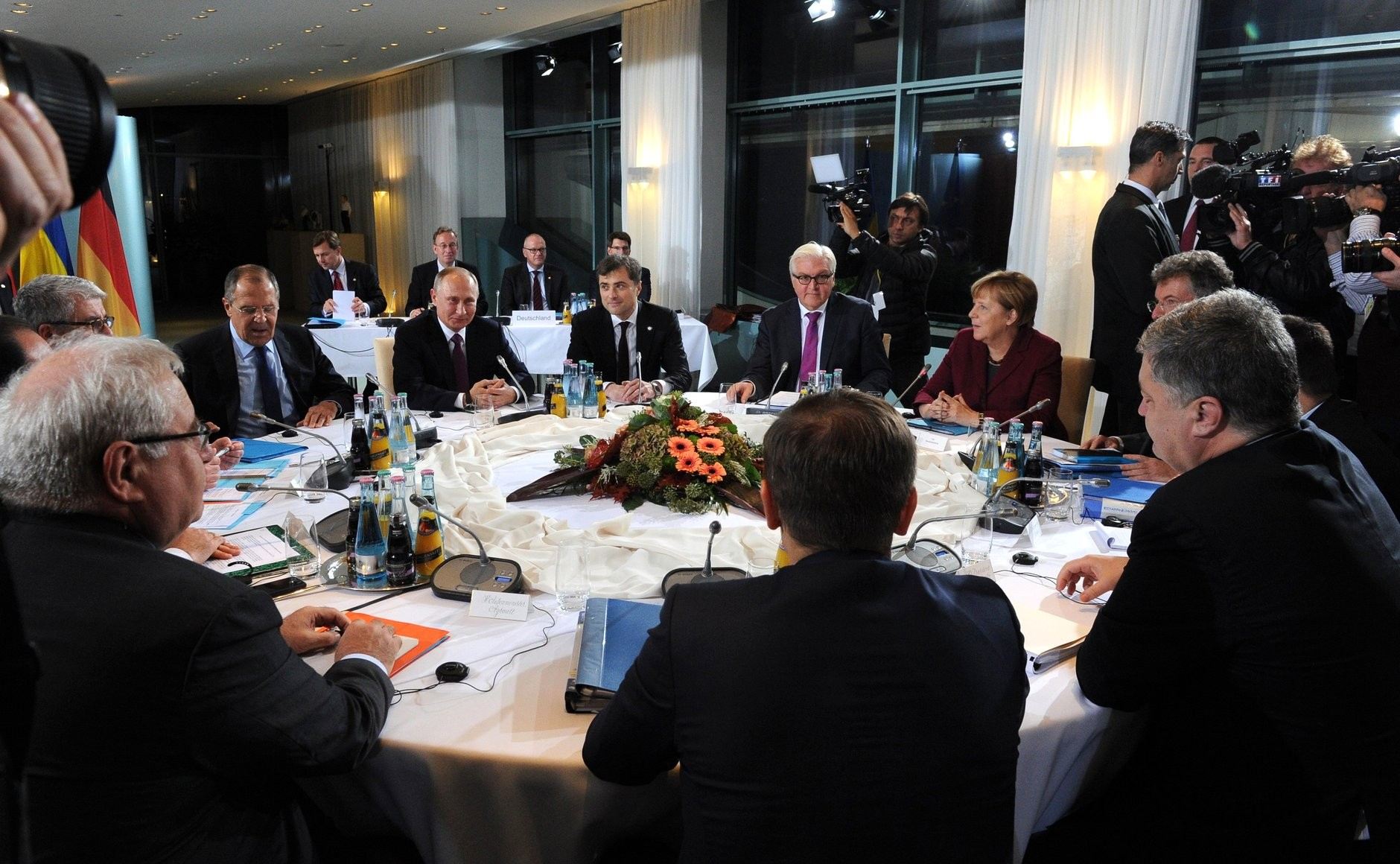
Переговори у нормандському форматі у Берліні 10 жовтня 2016 року.
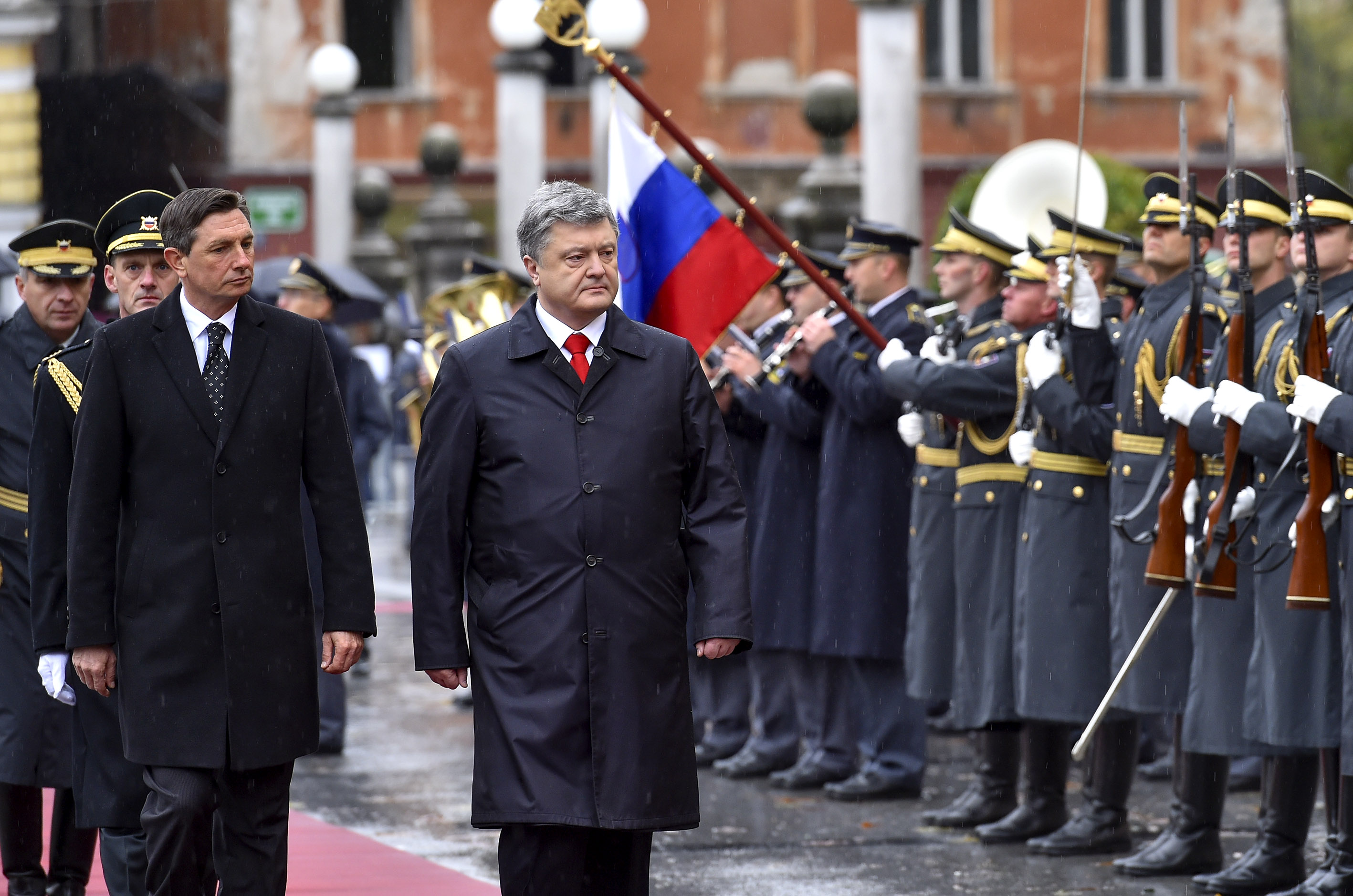
Президент Словенії Борут Пахор та Президент Петро Порошенко у Любляні 8 листопада 2016 року.

Президент Петро Порошенко зробив такі подорожі у 2016 році:
| Країна      | Місце                  | Дата                  | Інформація |
| ----------- | ---------------------- | --------------------- | --- |
| Швейцарія   | Давос                  | 20—22 січня           | Президент Петро Порошенко взяв участь у засіданні Всесвітнього економічного форуму. |
| Німеччина   | Берлін                 | 1 лютого              | Президент Петро Порошенко зустрівся з Федеральним канцлером Німеччини Ангелою Меркель для обговорення імплементації Мінської угоди. |
| Німеччина   | Мюнхен                 | 13 лютого             | Президент Петро Порошенко взяв участь у Мюнхенській конференції з безпеки, зустрівся з низкою світових лідерів та глав європейських держав. |
| Туреччина   | Анкара, Стамбул        | 9—10 березня          | Президент Петро Порошенко зустрівся з Президентом Туреччини Реджепом Таїпом Ердоганом, Прем'єр-міністром Ахметом Давутоглу, Патріархом Варфоломієм I. |
| Бельгія     | Брюссель               | 17 березня            | Президент Петро Порошенко зустрівся з лідерами ЄС Дональдом Туском та Жаном-Клодом Юнкером для обговорення питань безвізового режиму з ЕС для громадян України. |
| США         | Вашингтон              | 31 березня — 2 квітня | Президент Петро Порошенко взяв участь у Саміті з ядерної безпеки, під час якого зустрівся з низкою лідерів країн-учасниць саміту. Також Порошенко виступив на форумі "Битва України за свободу, що триває" у Капітолії та відвідав Меморіал жертвам українського Голодомору-Геноциду 1932-33 років. |
| Японія      | Йокогама, Кіото, Токіо | 5—7 квітня            | Президент Петро Порошенко зустрівся з Прем'єр-міністр Японії Сіндзо Абе, Імператором Акіхіто, іншими представниками політичних та ділових кіл Японії. |
| Румунія     | Бухарест               | 21 квітня             | Президент Петро Порошенко зустрівся з Президентом Румунії Клаусом Йоханнісом, Прем’єр-міністром Дачіаном Чолошом, Патріархом Румунської Православної Церкви Даниїлом. |
| Туреччина   | Стамбул                | 23 травня             | Президент Петро Порошенко взяв участь у Всесвітньому гуманітарному саміті ООН. |
| Франція     | Марсель, Париж         | 21 червня             | Президент Петро Порошенко зустрівся з Президентом Франції Франсуа Олландом, Головою Національних зборів Клодом Бартолоном, Головою Сенату Жераром Ларше та відвідав стадіон Велодром під час футбольного матчу Євро-2016 між збірними України та Польщі.                                            |
| Бельгія     | Брюссель               | 27 червня             | Президент Петро Порошенко взяв участь у політичних консультаціях на вищому рівні між Україною та Європейським Союзом. |
| Болгарія    | Софія, Хисаря          | 30 червня             | Президент Петро Порошенко зустрівся з Президентом Болгарії Росеном Плевнелієвим, взяв участь у підписанні низки міждержавних угод. |
| Польща      | Варшава                | 8—9 липня             | Президент взяв участь у саміті НАТО, поклав квіти до пам'ятника жертвам Волинської трагедії. |
| Азербайджан | Баку                   | 13—14 липня           | Офіційний державний візит. |
| Малайзія    | Куала-Лумпур           | 3—5 серпня            | Президент Петро Порошенко зустрівся з Прем'єр-міністром Наджибом Тун Разаком, виступив на україно-малайзійському бізнес-форумі. |
| Індонезія   | Джакарта, Джок'якарта  | 5—7 серпня            | Президент Петро Порошенко зустрівся з керівництвом країни, взяв участь в українсько-індонезійському бізнес-форумі. |
| США         | Нью Йорк               | 19—22 вересня         | Президент Петро Порошенко взяв участь у 71-й сесії Генеральної Асамблеї ООН. |
| Ізраїль     | Єрусалим               | 30 вересня            | Президент Петро Порошенко взяв участь у церемонії поховання колишнього президента Ізраїлю Шимона Переса. |
| Норвегія    | Осло                   | 18 жовтня             | Офіційний державний візит. |
| Німеччина   | Берлін                 | 19—20 жовтня          | Зустріч у нормандському форматі на найвищому рівні. |
| Нідерланди  | Маастрихт              | 20 жовтня             | Президент Петро Порошенко взяв участь у сесії Європейської народної партії. |
| Бельгія     | Брюссель               | 20 жовтня             | Президент Петро Порошенко провів зустрічі з лідерами ЄС та Генеральним секретарем НАТО Єнсом Столтенбергом. |
| Словенія    | Любляна                | 8 листопада           | Президент Петро Порошенко провів зустрічі з Президентом Словенії Борутом Пахором та прем’єр-міністромом Словенії Міро Цераром. Відкрив памятник Г. Сковороді. |
| Швеція      | Стокгольм              | 14 листопада          | Президент Петро Порошенко провів зустріч з прем'єр-міністром Королівства Швеція Стефаном Льовеном. |
| Бельгія     | Брюссель               | 24 листопада          | Участь у саміті Україна-ЄС. |
| Польща      | Варшава                | 2—3 грудня            | Офіційний візит. |

### Скасований візит у 2016 році
| Країна          | Місце  | Дата         | Подія            | Підстава для скасування        |
| --------------- | ------ | ------------ | ---------------- | ------------------------------ |
| Велика Британія | Лондон | 11—12 травня | Офіційний візит. | Парламентська криза в Україні. |

## 2017 рік
Детальніші відомості з цієї теми ви можете знайти в статті Офіційні візити Президента Петра Порошенка 2017.
Президент Петро Порошенко зробив такі подорожі у 2017 році:
| Країна    | Місце | Дата        | Інформація                                                                          |
| --------- | ----- | ----------- | ----------------------------------------------------------------------------------- |
| Швейцарія | Давос | 17—20 січня | Президент Петро Порошенко взяв участь у засіданні Всесвітнього економічного форуму. |

## Зустрічі у багатосторонньому форматі
| Подія | Рік                    | Рік                | Рік                              | Рік                | Рік         | Рік    | Рік | Рік |
| Подія | 2014                   | 2015               | 2016                             | 2017               | 2018        | 2019   |     |     |
| --- | ---------------------- | ------------------ | -------------------------------- | ------------------ | ----------- | ------ | --- | --- |
| NATO | 4—5 вересня, Ньюпорт   | немає події        | 9—10 липня, Варшава              | Брюссель           | Стамбул     |        |     |     |
| ASEM | 16—17 жовтня, Мілан    | немає події        | 15—16 липня, Улан-Батор          | немає події        |             |        |     |     |
| WEF | 24—25 січня, Давос [а] | 19—21 січня, Давос | 20—22 січня, Давос               | 17—20 січня, Давос | Давос       | Давос  |     |     |
| MSC | 1 лютого, Мюнхен [а]   | 7—8 лютого, Мюнхен | 13 лютого, Мюнхен                | Мюнхен             | Мюнхен      | Мюнхен |     |     |
| NSS | 24—25 березня, Гаага   | немає події        | 31 березня — 2 квітня, Вашингтон | немає події        | заплановано |        |     |     |
| EaP | немає події            | 21—22 травня, Рига | немає події                      | заплановано        |             |        |     |     |
| ██ = Не відвідав, або відвідав не перебуваючи на посаді Президента; ██ = Майбутня подія; ██ = Немає події ^ Відвідав як депутат Верховної Ради України |                        |                    |                                  |                    |             |        |     |     |